# 李启虎
李启虎（1939年—），浙江省温州市人。水声信号处理和声呐设计专家，长期从事信号处理理论和声纳设计、研制工作。

## 生平
1985年撰写的《声纳信号处理引论》为中国声纳领域的第一本专著，1997年当选为中国科学院院士。1997年6月-2001年9月任中国科学院声学所所长。